# نیمه پنهان
نیمه پنهان فیلمی به کارگردانی تهمینه میلانی است که در سال ۱۳۷۹ بر اساس رمانی با عنوان بعد از عشق نوشته فریده گلبو ساخته شد. این فیلم در سال ۱۳۸۰ اکران شد.

## موضوع فیلم
موضوع فیلم دربارهٔ فرشته (نیکی کریمی) است که در آستانه رسیدگی همسرش خسرو (آتیلا پسیانی) در مقام نماینده ریاست جمهوری به پرونده قضایی یک زن محکوم به اعدام، دفترچهٔ خاطراتش را به او می‌دهد. خسرو در دفتر می‌خواند که فرشته که در سال‌های ۵۸–۵۹ دانشجو بوده، جذب گروه‌های سیاسی چپ می‌شود و به عنوان هوادار فعالیت می‌کند. در این شرایط به محفلی روشنفکرانه راه می‌یابد که گرداننده اش سردبیر یک نشریه ادبی به نام روزبه جاوید (محمد نیک بین) است. این آشنایی کم‌کم به عشقی نامعلوم می‌انجامد، اما او پی می‌برد که جاوید همسری به نام خانم جاوید دارد. فرشته با وجود تنگ‌تر شدن فضای سیاسی جامعه، به خاطر قولی که به خانم شفیع (صغری عبیسی) داده‌است درخواست جاوید را مبنی بر فرار از ایران و ازدواج با او نمی‌پذیرد. تا اینکه هفده سال بعد در حالی که مسیر زندگی اش کاملاً تغییر کرده‌است او را در مجلس ختم یکی از دوستانش می‌بیند. جاوید از فرشته گله می‌کند که هیچگاه فرصت دفاع از خود را به او نداد.
در آغاز فیلم گفته‌هایی که از دهان فردی که برایش بزرگداشت گرفته‌اند در می‌آید قسمتی از سخنرانی ابراهیم گلستان در دانشگاه شیراز سال ۱۳۴۸ (به نقل از فصل اول کتاب گفته‌ها) است که بدون اشاره در فیلم مورد استفاده قرار گرفته‌است.

## حواشی
تهمینه میلانی درحالی‌که فیلم در سینماهای کشور در حال اکران بود، از سوی قوه قضاییه به جرم «اقدام علیه امنیت ملی، محاربه با خدا، همکاری با گروه‌های معاند و تشویش اذهان عمومی از طریق آثار هنری» بازداشت شد. او خود در مصاحبه‌ای گفته است:
جالب اینجا بود که وزیر ارشاد وقت (احمد مسجدجامعی) و دولت آقای خاتمی فیلم را بدون اشکال می‌دانست و از موضع خود کوتاه نمی‌آمد؛ اما قوه قضاییه به خاطر همین فیلم بنده را به زندان برده بود.
وی سرانجام پس از پیگیری رئیس‌جمهور وقت، سید محمد خاتمی و آیت الله سید علی خامنه ای آزاد شد.

## بازیگران
| بازیگر         | نقش         |
| -------------- | ----------- |
| نیکی کریمی     | فرشته       |
| آتیلا پسیانی   | خسرو        |
| محمد نیک بین   | روزبه جاوید |
| صغری عبیسی     | خانم شفیع   |
| اکبر معززی     | منصوری      |
| رزا آرایش      | شهرزاد      |
| مریم کاظمی     | نسرین       |
| نازنین فراهانی | فرخنده      |
| آرش میراحمدی   |             |

## جوایز
- جایزه بهترین فیلم، بهترین فیلمنامه و بهترین کارگردانی جشنواره بین‌المللی فیلم آرپا
- جایزه بهترین فیلمنامه جشنواره فیلم آسیا پاسیفیک
- جایزه بهترین بازیگر زن نقش اول جشنواره بین‌المللی فیلم قاهره
- جایزه برجسته‌ترین مشارکت هنری جشنواره بین‌المللی فیلم قاهره